# Oscar I van Zweden
Oscar I (Parijs, 4 juli 1799 – Stockholm, 8 juli 1859) was van 1844 tot 1859 koning van Zweden en Noorwegen. Hij was de tweede koning uit het huis Bernadotte.

## Jeugd
Hij werd geboren als Joseph François Oscar Bernadotte op 4 juli 1799 in Parijs als de enige zoon van Jean-Baptiste Bernadotte (na 1818 koning Karel XIV) en Désirée Clary (koningin Desideria). Zijn moeder was de eerste verloofde van keizer Napoleon I van Frankrijk. Désirée was een zus van Julie Clary, die in het huwelijk trad met Napoleons oudere broer, Jozef Bonaparte. Keizer Napoleon werd de peetoom van Oscar.
Toen zijn vader in 1810 tot kroonprins werd verkozen, verhuisden hij en zijn moeder naar Zweden en ontving hij van koning Karel XIII van Zweden de titel van hertog van Södermanland. Hij werd, in tegenstelling tot zijn vader, de Zweedse taal snel machtig en ontving een uitstekende opleiding. Toen hij de volwassen leeftijd bereikte was hij ontzettend populair in Zweden en werd al snel als autoriteit op het gebied van sociaal-politieke kwesties beschouwd. In 1841 publiceerde hij anoniem een werk, Om Straff och straffanstalter dat pleitte voor gevangenishervormingen. Gedurende de heerschappij van zijn vader fungeerde hij tweemaal als onderkoning van Noorwegen.

## Huwelijk en periode als kroonprins
De vader van Oscar, Karel XIV, had verschillende vrouwen uitgekozen voor hem waaronder prinses Wilhelmina Marie van Denemarken, prinses Marie van Hessen-Kassel, prinses Marie van Saksen-Weimar-Eisenach en prinses Josephine van Leuchtenberg. Hij trad op 19 juni 1823 in het huwelijk met Josephine van Leuchtenberg, dochter van Eugène de Beauharnais en Augusta van Beieren, kleindochter van de Franse keizerin Joséphine en van koning Maximiliaan I Jozef van Beieren. Ze was een nichtje van koning Lodewijk I van Beieren. Uit het huwelijk werden vijf kinderen geboren.

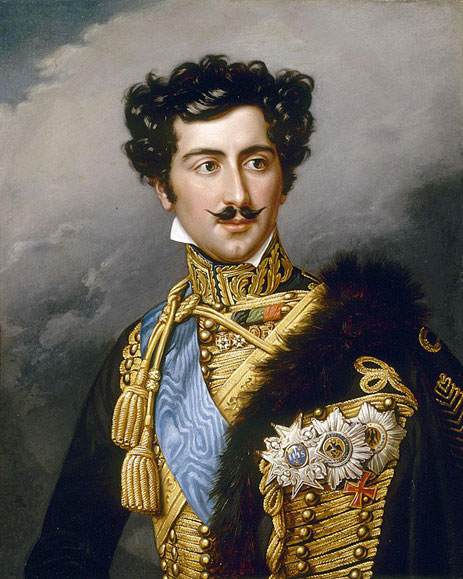
Kroonprins Oscar, geschilderd door Joseph Karl Stieler

Kroonprins Oscar was in 1824 en 1833 korte tijd premier van Noorwegen. Hij was liberaal en progressief gezind, in het bijzonder wat betreft fiscaal beleid, persvrijheid en het gevangeniswezen. In 1838 verdacht zijn reactionaire vader hem van samenzweren met de liberalen tégen hem om een andere regering aan de macht te krijgen of hem misschien zelfs tot aftreden te dwingen. Tot een daadwerkelijke breuk tussen vader en zoon kwam het echter nooit.

## Koning van Zweden en Noorwegen
Oscar werd na de dood van Karel XIV op 8 mei 1844 koning van Zweden en Noorwegen en voerde een reeks progressieve hervormingen door, waaronder het instellen van de persvrijheid. Als aanhanger van het scandinavisme maakte hij zijn twee koninkrijken formeel gelijkwaardig door het introduceren van nieuwe vlaggen die melding maakten van de unie en een gemeenschappelijk wapen. Voor het overige was zijn beleid voornamelijk gericht op verbetering van de economische situatie van Zweden. Nadat in het revolutiejaar 1848 diverse Europese landen door revoluties waren geteisterd werd zijn beleid inzake constitutionele zaken conservatiever.
In de Eerste Duits-Deense Oorlog koos Oscar de kant van Denemarken tegen Pruisen. Gedurende de Krimoorlog bleef hij aanvankelijk neutraal. Later verwijderde hij zich echter van Rusland en sloot zich bij Groot-Brittannië en Frankrijk aan (25 november 1855). Zijn aanvankelijke plan de drie Scandinavische koninkrijken te verenigen moest hij uiteindelijk opgeven.
Oscar werd in 1857 ziek en liet zijn functies waarnemen door zijn zoon, de latere koning Karel XV. Hij stierf op 8 juli 1859.

## Kinderen
Oscar en Joséphine hadden vijf kinderen:
- Karel (3 mei 1826 - 18 september 1872), koning van Zweden en Noorwegen, huwde prinses Louise der Nederlanden.
- Gustaaf (18 juni 1827 - 24 september 1852), hertog van Uppland, bleef ongehuwd.
- Oscar (21 januari 1829 - 8 december 1907), koning van Zweden en Noorwegen, huwde Sophia van Nassau.
- Eugénie (24 april 1830 - 23 april 1889), bleef ongehuwd.
- Augustus (24 augustus 1831 - 4 maart 1873), hertog van Dalarna, huwde prinses Theresia Amalia van Saksen-Altenburg.

Bij zijn minnares Emilie Högqvist had Oscar nog twee kinderen, ook wel spottend de prinsen van Lapland genoemd:
- Hjalmar Högqvist (1839-1874)
- Max Högqvist (1840-1872)

## Eerste generaties van het huis Bernadotte
| Henri Bernadotte (1711-1780) | Henri Bernadotte (1711-1780) | Henri Bernadotte (1711-1780) | Henri Bernadotte (1711-1780) | Henri Bernadotte (1711-1780)           | Henri Bernadotte (1711-1780)           | Jeanne St. Jean                        | Jeanne St. Jean                        | Jeanne St. Jean                        | Jeanne St. Jean                        | Jeanne St. Jean                | Jeanne St. Jean                |                                |                                | François Clary (1725-1794)     | François Clary (1725-1794)     | François Clary (1725-1794)     | François Clary (1725-1794)     | François Clary (1725-1794)     | François Clary (1725-1794)     | Françoise Rose Somis (1737-1815) | Françoise Rose Somis (1737-1815) | Françoise Rose Somis (1737-1815) | Françoise Rose Somis (1737-1815) | Françoise Rose Somis (1737-1815) | Françoise Rose Somis (1737-1815) |                                 |                                 | Alexandre de Beauharnais (1760-1794) | Alexandre de Beauharnais (1760-1794) | Alexandre de Beauharnais (1760-1794) | Alexandre de Beauharnais (1760-1794) | Alexandre de Beauharnais (1760-1794) | Alexandre de Beauharnais (1760-1794) | Joséphine de Beauharnais (1763-1814) | Joséphine de Beauharnais (1763-1814) | Joséphine de Beauharnais (1763-1814) | Joséphine de Beauharnais (1763-1814) | Joséphine de Beauharnais (1763-1814)   | Joséphine de Beauharnais (1763-1814)   |                                        |                                        | Maximiliaan I Jozef van Beieren (1756-1825) | Maximiliaan I Jozef van Beieren (1756-1825) | Maximiliaan I Jozef van Beieren (1756-1825) | Maximiliaan I Jozef van Beieren (1756-1825) | Maximiliaan I Jozef van Beieren (1756-1825) | Maximiliaan I Jozef van Beieren (1756-1825) | Augusta Wilhelmina van Hessen-Darmstadt (1765-1796) | Augusta Wilhelmina van Hessen-Darmstadt (1765-1796) | Augusta Wilhelmina van Hessen-Darmstadt (1765-1796) | Augusta Wilhelmina van Hessen-Darmstadt (1765-1796) | Augusta Wilhelmina van Hessen-Darmstadt (1765-1796) | Augusta Wilhelmina van Hessen-Darmstadt (1765-1796) |  |  |  |  |  |  |  |  |  |  |  |  |  |  |  |  |  |  |  |  |  |  |  |  |  |  |  |  |  |  |  |  |  |  |  |  |  |  |  |  |  |  |  |  |  |  |  |  |
| Henri Bernadotte (1711-1780) | Henri Bernadotte (1711-1780) | Henri Bernadotte (1711-1780) | Henri Bernadotte (1711-1780) | Henri Bernadotte (1711-1780)           | Henri Bernadotte (1711-1780)           | Jeanne St. Jean                        | Jeanne St. Jean                        | Jeanne St. Jean                        | Jeanne St. Jean                        | Jeanne St. Jean                | Jeanne St. Jean                |                                |                                | François Clary (1725-1794)     | François Clary (1725-1794)     | François Clary (1725-1794)     | François Clary (1725-1794)     | François Clary (1725-1794)     | François Clary (1725-1794)     | Françoise Rose Somis (1737-1815) | Françoise Rose Somis (1737-1815) | Françoise Rose Somis (1737-1815) | Françoise Rose Somis (1737-1815) | Françoise Rose Somis (1737-1815) | Françoise Rose Somis (1737-1815) |                                 |                                 | Alexandre de Beauharnais (1760-1794) | Alexandre de Beauharnais (1760-1794) | Alexandre de Beauharnais (1760-1794) | Alexandre de Beauharnais (1760-1794) | Alexandre de Beauharnais (1760-1794) | Alexandre de Beauharnais (1760-1794) | Joséphine de Beauharnais (1763-1814) | Joséphine de Beauharnais (1763-1814) | Joséphine de Beauharnais (1763-1814) | Joséphine de Beauharnais (1763-1814) | Joséphine de Beauharnais (1763-1814)   | Joséphine de Beauharnais (1763-1814)   |                                        |                                        | Maximiliaan I Jozef van Beieren (1756-1825) | Maximiliaan I Jozef van Beieren (1756-1825) | Maximiliaan I Jozef van Beieren (1756-1825) | Maximiliaan I Jozef van Beieren (1756-1825) | Maximiliaan I Jozef van Beieren (1756-1825) | Maximiliaan I Jozef van Beieren (1756-1825) | Augusta Wilhelmina van Hessen-Darmstadt (1765-1796) | Augusta Wilhelmina van Hessen-Darmstadt (1765-1796) | Augusta Wilhelmina van Hessen-Darmstadt (1765-1796) | Augusta Wilhelmina van Hessen-Darmstadt (1765-1796) | Augusta Wilhelmina van Hessen-Darmstadt (1765-1796) | Augusta Wilhelmina van Hessen-Darmstadt (1765-1796) |  |  |  |  |  |  |  |  |  |  |  |  |  |  |  |  |  |  |  |  |  |  |  |  |  |  |  |  |  |  |  |  |  |  |  |  |  |  |  |  |  |  |  |  |  |  |  |  |
|                              |                              |                              |                              |                                        |                                        |                                        |                                        |                                        |                                        |                                |                                |                                |                                |                                |                                |                                |                                |                                |                                |                                  |                                  |                                  |                                  |                                  |                                  |                                 |                                 |                                      |                                      |                                      |                                      |                                      |                                      |                                      |                                      |                                      |                                      |                                        |                                        |                                        |                                        |                                             |                                             |                                             |                                             |                                             |                                             |                                                     |                                                     |                                                     |                                                     |                                                     |                                                     |  |  |  |  |  |  |  |  |  |  |  |  |  |  |  |  |  |  |  |  |  |  |  |  |  |  |  |  |  |  |  |  |  |  |  |  |  |  |  |  |  |  |  |  |  |  |  |  |
|                              |                              |                              |                              | Karel XIV Johan van Zweden (1763-1844) | Karel XIV Johan van Zweden (1763-1844) | Karel XIV Johan van Zweden (1763-1844) | Karel XIV Johan van Zweden (1763-1844) | Karel XIV Johan van Zweden (1763-1844) | Karel XIV Johan van Zweden (1763-1844) |                                |                                |                                |                                |                                |                                | Désirée Clary (1777-1860)      | Désirée Clary (1777-1860)      | Désirée Clary (1777-1860)      | Désirée Clary (1777-1860)      | Désirée Clary (1777-1860)        | Désirée Clary (1777-1860)        |                                  |                                  |                                  |                                  |                                 |                                 |                                      |                                      |                                      |                                      | Eugène de Beauharnais (1781-1824)    | Eugène de Beauharnais (1781-1824)    | Eugène de Beauharnais (1781-1824)    | Eugène de Beauharnais (1781-1824)    | Eugène de Beauharnais (1781-1824)    | Eugène de Beauharnais (1781-1824)    |                                        |                                        |                                        |                                        |                                             |                                             | Augusta van Beieren (1788-1851)             | Augusta van Beieren (1788-1851)             | Augusta van Beieren (1788-1851)             | Augusta van Beieren (1788-1851)             | Augusta van Beieren (1788-1851)                     | Augusta van Beieren (1788-1851)                     |                                                     |                                                     |                                                     |                                                     |  |  |  |  |  |  |  |  |  |  |  |  |  |  |  |  |  |  |  |  |  |  |  |  |  |  |  |  |  |  |  |  |  |  |  |  |  |  |  |  |  |  |  |  |  |  |  |  |
|                              |                              |                              |                              | Karel XIV Johan van Zweden (1763-1844) | Karel XIV Johan van Zweden (1763-1844) | Karel XIV Johan van Zweden (1763-1844) | Karel XIV Johan van Zweden (1763-1844) | Karel XIV Johan van Zweden (1763-1844) | Karel XIV Johan van Zweden (1763-1844) |                                |                                |                                |                                |                                |                                | Désirée Clary (1777-1860)      | Désirée Clary (1777-1860)      | Désirée Clary (1777-1860)      | Désirée Clary (1777-1860)      | Désirée Clary (1777-1860)        | Désirée Clary (1777-1860)        |                                  |                                  |                                  |                                  |                                 |                                 |                                      |                                      |                                      |                                      | Eugène de Beauharnais (1781-1824)    | Eugène de Beauharnais (1781-1824)    | Eugène de Beauharnais (1781-1824)    | Eugène de Beauharnais (1781-1824)    | Eugène de Beauharnais (1781-1824)    | Eugène de Beauharnais (1781-1824)    |                                        |                                        |                                        |                                        |                                             |                                             | Augusta van Beieren (1788-1851)             | Augusta van Beieren (1788-1851)             | Augusta van Beieren (1788-1851)             | Augusta van Beieren (1788-1851)             | Augusta van Beieren (1788-1851)                     | Augusta van Beieren (1788-1851)                     |                                                     |                                                     |                                                     |                                                     |  |  |  |  |  |  |  |  |  |  |  |  |  |  |  |  |  |  |  |  |  |  |  |  |  |  |  |  |  |  |  |  |  |  |  |  |  |  |  |  |  |  |  |  |  |  |  |  |
|                              |                              |                              |                              |                                        |                                        |                                        |                                        |                                        |                                        | Oscar I van Zweden (1799-1859) | Oscar I van Zweden (1799-1859) | Oscar I van Zweden (1799-1859) | Oscar I van Zweden (1799-1859) | Oscar I van Zweden (1799-1859) | Oscar I van Zweden (1799-1859) |                                |                                |                                |                                |                                  |                                  |                                  |                                  |                                  |                                  |                                 |                                 |                                      |                                      |                                      |                                      |                                      |                                      |                                      |                                      |                                      |                                      | Josephine van Leuchtenberg (1807-1876) | Josephine van Leuchtenberg (1807-1876) | Josephine van Leuchtenberg (1807-1876) | Josephine van Leuchtenberg (1807-1876) | Josephine van Leuchtenberg (1807-1876)      | Josephine van Leuchtenberg (1807-1876)      |                                             |                                             |                                             |                                             |                                                     |                                                     |                                                     |                                                     |                                                     |                                                     |  |  |  |  |  |  |  |  |  |  |  |  |  |  |  |  |  |  |  |  |  |  |  |  |  |  |  |  |  |  |  |  |  |  |  |  |  |  |  |  |  |  |  |  |  |  |  |  |
|                              |                              |                              |                              |                                        |                                        |                                        |                                        |                                        |                                        | Oscar I van Zweden (1799-1859) | Oscar I van Zweden (1799-1859) | Oscar I van Zweden (1799-1859) | Oscar I van Zweden (1799-1859) | Oscar I van Zweden (1799-1859) | Oscar I van Zweden (1799-1859) |                                |                                |                                |                                |                                  |                                  |                                  |                                  |                                  |                                  |                                 |                                 |                                      |                                      |                                      |                                      |                                      |                                      |                                      |                                      |                                      |                                      | Josephine van Leuchtenberg (1807-1876) | Josephine van Leuchtenberg (1807-1876) | Josephine van Leuchtenberg (1807-1876) | Josephine van Leuchtenberg (1807-1876) | Josephine van Leuchtenberg (1807-1876)      | Josephine van Leuchtenberg (1807-1876)      |                                             |                                             |                                             |                                             |                                                     |                                                     |                                                     |                                                     |                                                     |                                                     |  |  |  |  |  |  |  |  |  |  |  |  |  |  |  |  |  |  |  |  |  |  |  |  |  |  |  |  |  |  |  |  |  |  |  |  |  |  |  |  |  |  |  |  |  |  |  |  |
|                              |                              |                              |                              |                                        |                                        |                                        |                                        |                                        |                                        |                                |                                |                                |                                |                                |                                |                                |                                |                                |                                |                                  |                                  |                                  |                                  |                                  |                                  |                                 |                                 |                                      |                                      |                                      |                                      |                                      |                                      |                                      |                                      |                                      |                                      |                                        |                                        |                                        |                                        |                                             |                                             |                                             |                                             |                                             |                                             |                                                     |                                                     |                                                     |                                                     |                                                     |                                                     |  |  |  |  |  |  |  |  |  |  |  |  |  |  |  |  |  |  |  |  |  |  |  |  |  |  |  |  |  |  |  |  |  |  |  |  |  |  |  |  |  |  |  |  |  |  |  |  |
|                              |                              |                              |                              |                                        |                                        |                                        |                                        |                                        |                                        |                                |                                |                                |                                |                                |                                |                                |                                |                                |                                |                                  |                                  |                                  |                                  |                                  |                                  |                                 |                                 |                                      |                                      |                                      |                                      |                                      |                                      |                                      |                                      |                                      |                                      |                                        |                                        |                                        |                                        |                                             |                                             |                                             |                                             |                                             |                                             |                                                     |                                                     |                                                     |                                                     |                                                     |                                                     |  |  |  |  |  |  |  |  |  |  |  |  |  |  |  |  |  |  |  |  |  |  |  |  |  |  |  |  |  |  |  |  |  |  |  |  |  |  |  |  |  |  |  |  |  |  |  |  |
|                              |                              |                              |                              | Karel XV van Zweden (1826-1872)        | Karel XV van Zweden (1826-1872)        | Karel XV van Zweden (1826-1872)        | Karel XV van Zweden (1826-1872)        | Karel XV van Zweden (1826-1872)        | Karel XV van Zweden (1826-1872)        |                                |                                |                                |                                | Gustaaf van Zweden (1827-1852) | Gustaaf van Zweden (1827-1852) | Gustaaf van Zweden (1827-1852) | Gustaaf van Zweden (1827-1852) | Gustaaf van Zweden (1827-1852) | Gustaaf van Zweden (1827-1852) |                                  |                                  |                                  |                                  | Oscar II van Zweden (1829-1907)  | Oscar II van Zweden (1829-1907)  | Oscar II van Zweden (1829-1907) | Oscar II van Zweden (1829-1907) | Oscar II van Zweden (1829-1907)      | Oscar II van Zweden (1829-1907)      |                                      |                                      |                                      |                                      | Eugénie van Zweden (1830-1889)       | Eugénie van Zweden (1830-1889)       | Eugénie van Zweden (1830-1889)       | Eugénie van Zweden (1830-1889)       | Eugénie van Zweden (1830-1889)         | Eugénie van Zweden (1830-1889)         |                                        |                                        |                                             |                                             | Augustus van Zweden (1831-1873)             | Augustus van Zweden (1831-1873)             | Augustus van Zweden (1831-1873)             | Augustus van Zweden (1831-1873)             | Augustus van Zweden (1831-1873)                     | Augustus van Zweden (1831-1873)                     |                                                     |                                                     |                                                     |                                                     |  |  |  |  |  |  |  |  |  |  |  |  |  |  |  |  |  |  |  |  |  |  |  |  |  |  |  |  |  |  |  |  |  |  |  |  |  |  |  |  |  |  |  |  |  |  |  |  |

Erik VI · Olaf II · Anund Jacob · Emund · Stenkil · Erik VII · Erik VIII · Halsten · Haakon · Inge I · Sven · Erik Årsäll · Filips · Inge II · Ragnvald · Magnus · Sverker I · Erik IX · Karel VII · Knoet I · Sverker II · Erik X · Johan I · Erik XI · Knoet II · Waldemar I · Magnus I · Birger I · Magnus II · Albrecht · Margaretha · Erik XIII · Christoffel · Karel VIII · Christiaan I · Johan II · Christiaan II · Gustaaf I · Erik XIV · Johan III · Sigismund · Karel IX · Gustaaf II Adolf · Christina · Karel X Gustaaf · Karel XI · Karel XII · Ulrike Eleonora · Frederik · Adolf Frederik · Gustaaf III · Gustaaf IV Adolf · Karel XIII · Karel XIV Johan · Oscar I · Karel XV · Oscar II · Gustaaf V · Gustaaf VI Adolf · Carl Gustaf XVI
- Bibsys: 90522812
- Gemeinsame Normdatei: 101840926
- International Standard Name Identifier: 0000 0000 5489 758X
- KulturNav: 49644eaa-849c-42cd-ad4f-b006cad427fe
- Library of Congress Control Number: n88255569
- MusicBrainz: 89b0fa6a-c89c-4c14-8a69-bda56d545de8
- Nationale Bibliotheek van Polen: a0000003663044
- Nederlandse Thesaurus van Auteursnamen: 12131684X
- Réseau des bibliothèques de Suisse occidentale: 02-A024514625
- Istituto Centrale per il Catalogo Unico: UBOV132735
- LIBRIS: 206222
- Système universitaire de documentation: 088704327
- Museum of New Zealand Te Papa Tongarewa: 68863
- Virtual International Authority File: 31969433
- WorldCat: E39PBJkxMVFQTX3dC6xh6W8wG3